# آلنا ایوانوا
آلنا ایوانوا (به انگلیسی: Alena Ivanova) ( متولد ۱۹ ژوئن ۱۹۸۹) بازیکن والیبال ۱۹۵ سانتی متری اهل کشور قزاقستان می باشد. او همچنین عضو تیم ملی والیبال بانوان قزاقستان است.
ایوانوا در مسابقات جام جهانی والیبال بانوان در سال های ۲۰۱۰ و ۲۰۱۴ حضور داشت.

## باشگاه حرفه ای
ایوانوا در سال ۲۰۱۴ به عضویت باشگاه ژتیسو در آمد.